# 22167 Lane-Cline
22167 Lane-Cline este un asteroid din centura principală de asteroizi.

## Descriere
22167 Lane-Cline este un asteroid din centura principală de asteroizi. A fost descoperit pe 30 noiembrie 2000 la Socorro, New Mexico, în cadrul proiectului LINEAR. Asteroidul prezintă o orbită caracterizată de o semiaxă mare de 2,30 ua, o excentricitate de 0,07 și o înclinație de 6,4° în raport cu ecliptica.